# Millie Small

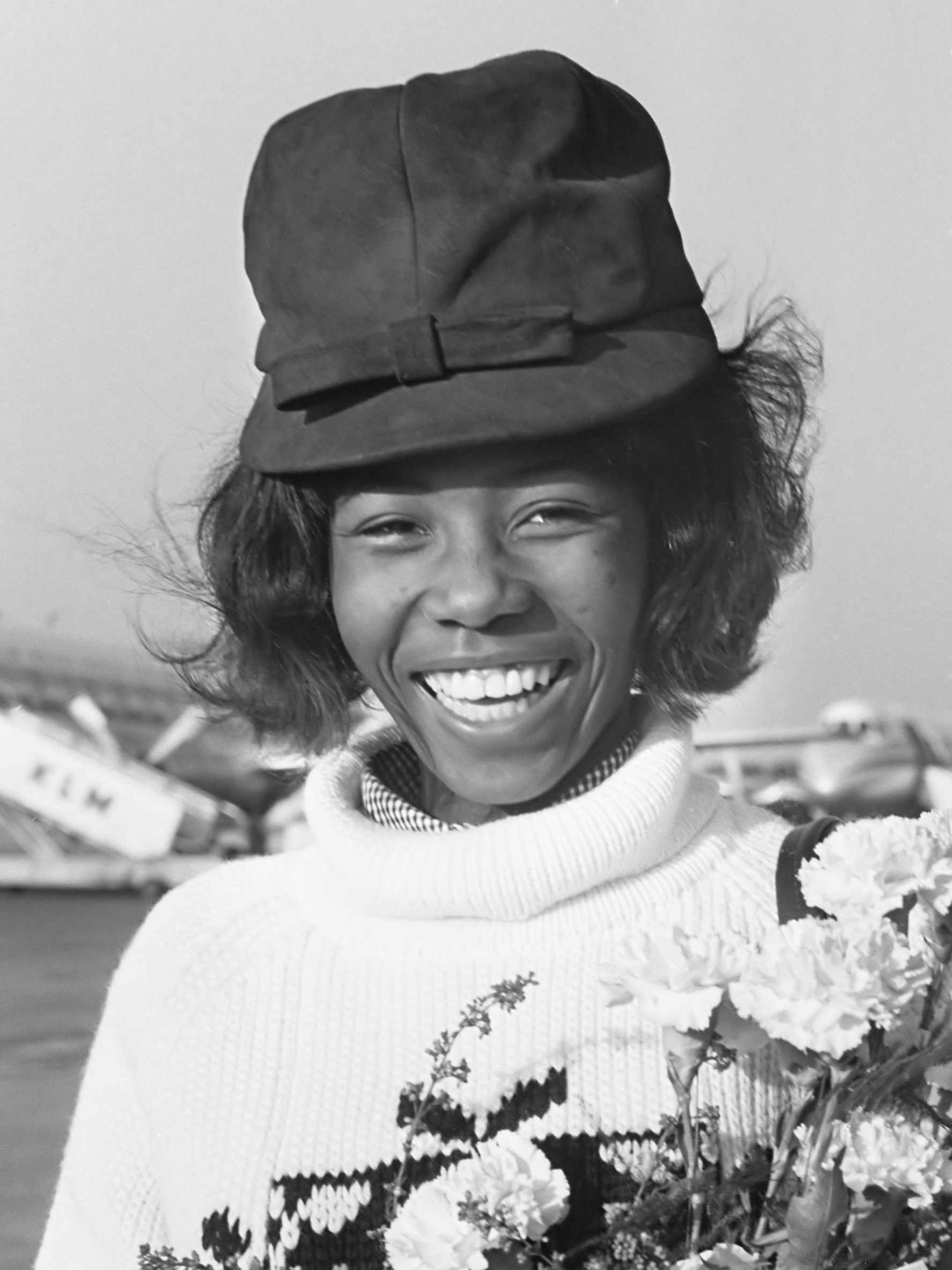
Millie Small op Schiphol in 1964

Millicent Dolly May (Millie) Small (Clarendon (Jamaica), 6 oktober 1946 – Londen, 5 mei 2020) was een zangeres van Jamaicaanse afkomst.

## Loopbaan
Haar bijnaam was "The Blue Beat Girl". Ze werd ontdekt door Robert Blackwell, de broer van Island Records-oprichter Chris Blackwell. In 1963 vertrok ze naar Engeland, waar ze een cover opnam van het liedje "My Boy Lollipop". Deze single was een van de eerste en grootste ska-hits. Ernie Ranglin was de gitarist die haar begeleidde.
Small scoorde ook nog een hit met "Sweet William". In Jamaica werd zij bekroond met de Orde van Uitmuntendheid.
Small was de jongste van een gezin met 12 kinderen. Ze overleed in 2020 op 73-jarige leeftijd.

## Discografie

### Singles
| Single met eventuele hitnotering(en) in de Nederlandse Top 40 | Datum van verschijnen | Datum van binnenkomst | Hoogste positie | Aantal weken | Opmerkingen                |
| ------------------------------------------------------------- | --------------------- | --------------------- | --------------- | ------------ | -------------------------- |
| My boy lollipop                                               | 1964                  | 1-8-1964              | 8               | 2            | Tijd voor Teenagers Top 10 |

### NPO Radio 2 Top 2000
Van Millie Small stond alleen My Boy Lollipop in 1999 in de NPO Radio 2 Top 2000, op plek 1805.
- Gemeinsame Normdatei: 135119987
- International Standard Name Identifier: 0000 0001 1557 2018
- Library of Congress Control Number: n95048754
- MusicBrainz: c0dab97a-bd3c-42b2-8bc4-05d941b76b7a
- Virtual International Authority File: 2119148705742737080002
- WorldCat: E39PBJg8G7hf9bC4X94hYdJqwC